# Gabriel Białłozor
Gabriel Białłozor herbu Wieniawa (zm. przed 25 stycznia 1638 roku) – marszałek Trybunału Głównego Wielkiego Księstwa Litewskiego w 1635 roku, podkomorzy upicki w 1622 roku, starosta nowomłyński.